# プロストワインハンデル
プロストワインハンデルはドイツワインの輸入・オンラインショップ、リューデスハイム市でのワインショップ運営などを行う企業。プロストはドイツ語で「乾杯」を、ハンデルは「商業」、転じて「～屋」を意味する。日本事務所住所は長野県上田市秋和323-1。

## 沿革
- 1994年12月プロストワインハンデル設立。
- 1996年4月リューデスハイム店オープン。
- 1998年11月日本事務所設立。